# Periophthalmus novaeguineaensis
A Periophthalmus novaeguineaensis a csontos halak (Osteichthyes) főosztályának a sugarasúszójú halak (Actinopterygii) osztályába, ezen belül a sügéralakúak (Perciformes) rendjébe, a gébfélék (Gobiidae) családjába és az iszapugró gébek (Oxudercinae) alcsaládjába tartozó faj.

## Előfordulása
A Periophthalmus novaeguineaensis előfordulási területe a Csendes-óceán nyugati felén van. Ausztrália, Kelet-Indonézia és Pápua Új-Guinea partjain található meg.

## Megjelenése
Ez a halfaj legfeljebb 8 centiméter hosszú. A hátúszóján 10-15 tüske és 12-13 sugár, míg a farok alatti úszóján 1 tüske és 10-11 sugár ül. Az oldalvonala mentén 71-110, míg a tarkója tájékán 25-32 pikkelye van. Az első hátúszó vörösesbarna vagy fekete színű, a szegélye pedig fehér; rajta egy fekete csík is látható. A második hátúszó széle fehéres, egy vastag fekete sávval; a tövén pedig sorba rendeződve több apró fekete pont van. A mellúszókon, a farok alatti úszókon és a farokúszón általában nincsenek pontozások vagy csíkozások; azonban egyes példányok esetében barna vagy szürke mintázat látható. A hasúszók külső része színezett, a szegélyén pedig sárga vagy fehér sáv húzódik.

## Életmódja
Trópusi halfaj, amely egyaránt megél az édes- és brakkvízben is. Az oxigént képes, egyenesen a levegőből kivenni, azzal a feltétellel, ha nedvesek a kopoltyúi és a bőre. A víz alá is lemerülhet. A mangroveerdőket és a part menti pálmaerdőket választja otthonául. Néha a partközeli patakokba is felúszik.